# Гор, Артур, 9-й граф Арран
Артур Десмонд Кохун Гор, 9-й граф Арран (англ. Arthur Desmond Colquhoun Gore, 9th Earl of Arran; род. 14 июля 1938 года) — британский пэр и консервативный политик, член Палаты лордов. С 1958 по 1983 год он носил титул учтивости — виконт Садли.

## Биография

### Ранняя жизнь
Лорд Арран родился в Вестминстере. Старший сын Артура Гора, 8-го графа Аррана (1910—1983) и Фионы Брайд Кохун (1918—2013), первой дочери сэра Иэна Кохуна из Лусса, 7-го баронета (1887—1948) . Он получил образование в Итонском колледже и Баллиол-колледже в Оксфорде.

### Карьера
Служил в гренадерской гвардии, получив звание младшего лейтенанта. Он был помощником менеджера Daily Mail, затем помощником генерального директора Daily Express и Sunday Express в 1970-х годах. Он был директором Waterstones (1984—1987).
Он сменил 9-го графа Аррана на островах Арран 23 февраля 1983 года, после смерти своего отца . В Палате лордов лорд Арран играл активную роль в Консервативной партии, занимая несколько младших министерских постов.

### Брак и дети
28 сентября 1974 года лорд Арран женился на Элеоноре ван Катсем (род. 28 мая 1949), дочери Бернарда ван Катсема и леди Маргарет Фортескью (1923—2013), внучке Хью Фортескью, 5-го графа Фортескью (1888—1958), и наследнице поместья Касл-Хилл в Девоне. Она была награждена членом ордена Британской империи (MBE) в честь дня рождения королевы в 2008 году. Лорд и леди Арран управляют величественным домом семьи Фортескью, Касл-Хилл-хаусом и садами в Девоне, как местом проведения свадеб и корпоративного гостеприимства. У него нет сына, но есть две дочери:
- Леди Лора Мелисса Фортескью-Гор (род. 14 июня 1975 года), которая вышла замуж за майора Джеймса Дакворта-Чада (род. 1972), правнука 7-го графа Спенсера по материнской линии, 16 октября 2004 года. У них четверо детей.
- Леди Люси Кэтрин Фортескью-Гор (род. 26 октября 1976 года).

## Предполагаемый наследник
Поскольку у лорда Аррана нет сыновей от жены, а все остальные линии происхождения от 4-го графа Аррана вымерли, его предполагаемым наследником в настоящее время является его дальний родственник Уильям Генри Гор (род. в 1950 году), который живет в Австралии и происходит от младшего брата 4-го графа Аррана.